# Završni kodon
Završni kodon ili STOP-kodon je niz nukleotida koji signalizira kraj transkripcije ili translacije i dovršetak sinteze nukleinske kiseline ili proteina.
Označava kraj stvaranja polipeptidnoga lanca, ali ne kodira ni jednu aminokiselinu jer mu ne postoji ni jedan komplementarni antikodon. Tri su vrste: UAG, UAA i UGA (kod RNK). Kod DNK, to su TAG, TAA i TGA.